# Mohsin Hamid
Mohsin Hamid (Lahor, 1971. július 23. –) brit pakisztáni regényíró.

## Fiatalkora és tanulmányai
A pandzsábi és kasmíri származású családban született Hamid gyermekkorának egy részét az Egyesült Államokban töltötte, ahol 3 és 9 éves kora között tartózkodott, amíg apja, aki egyetemi tanár volt, a Stanford Egyetemen PhD-képzésen vett részt. Ezután családjával visszaköltözött a pakisztáni Lahorba, és az ottani amerikai iskolába (Lahore American School) járt.
18 évesen visszatért az Egyesült Államokba, hogy továbbtanuljon. 1993-ban Summa cum laude diplomát szerzett a Princeton Egyetem Woodrow Wilson School of Public and International Affairs szakán, miután elkészítette 127 oldalas diplomamunkáját "Sustainable Power: Integrated Resource Planning in Pakistan" címmel, Robert H. Williams irányításával. A Princetonon tanult Joyce Carol Oates és Toni Morrison mellett. Első regényének első vázlatát egy Morrison által tartott fikciós workshopra írta. Az egyetem után visszatért Pakisztánba, hogy tovább dolgozzon rajta.
Hamid ezután a Harvard Law School-ba járt, ahol 1997-ben végzett. Unalmasnak találta a társasági jogot, ezért visszafizette diákhiteleit, és több évig vezetési tanácsadóként dolgozott a McKinsey & Company-nál New Yorkban. Minden évben három hónap szabadságot vehetett ki az írásra, és ezt az időt arra használta fel, hogy befejezze első, Moth Smoke című regényét.

## Munkái
Hamid 2001 nyarán Londonba költözött, kezdetben csak egy évig szándékozott maradni. Bár gyakran visszatért Pakisztánba írni, nyolc évig továbbra is Londonban élt, és 2006-ban az Egyesült Királyság kettős állampolgára lett. 2004-ben csatlakozott a Wolff Olins márkatanácsadóhoz, és csak heti három napot dolgozott, hogy maradjon ideje az írásra. Később ügyvezető igazgatóként dolgozott Wolff Olins londoni irodájában, majd 2015-ben kinevezték a cég történetének első főigazgatójává.
Első regénye, a Moth Smoke egy marihuánát szívó volt bankár történetét meséli el az atomtámadás utáni Lahorban, aki beleszeret legjobb barátja feleségébe, és heroinfüggővé válik. 2000-ben jelent meg, és hamar kultikus sikert aratott Pakisztánban és Indiában. Az Egyesült Államokban a legjobb első regénynek járó PEN Hemingway-díj döntőse is volt. Pakisztánban televíziós feldolgozásban, Olaszországban pedig operettként adták elő.
A Moth Smoke (Lepkefüst) innovatív szerkezetű volt, többszólamú, második személyű tárgyalási jeleneteket és esszéket használt olyan témákról, mint a légkondicionálás szerepe a főszereplők életében. Úttörő szerepet játszott az angol nyelvű dél-ázsiai regényirodalom divatos, kortárs megközelítésében, és egyes kritikusok szerint "a legérdekesebb regény, amely a szubkontinentális (angol) írók nemzedékéből született". A New York Review-ban. Anita Desai megjegyezte:
Nem igazán lehetne tovább írni vagy olvasni a lassú évszakváltásokról, a vidéki isten háta mögötti helyekről, a pletykás udvarokról és a hagyományos családokról egy olyan világban, amelyet a fegyverkereskedelem, a kábítószer-kereskedelem, a nagyipar, a kereskedelmi vállalkozások, a turizmus, az új pénz, a szórakozóhelyek, a butikok... megszállt. Hol volt Huxley, Orwell, Scott Fitzgerald, vagy akár Tom Wolfe, Jay McInerney, Bret Easton Ellis, hogy megörökítse ezt az új világot? Mohsin Hamid Lahorban játszódó regénye, a Moth Smoke az egyik első kép, amely erről a világról készült.
Második regénye, a The Reluctant Fundamentalist egy pakisztáni férfi történetét meséli el, aki elhatározza, hogy egy kudarcba fulladt szerelmi kapcsolat és a szeptember 11-i terrortámadások után otthagyja magasröptű életét Amerikában. 2007-ben jelent meg, és milliós példányszámban nemzetközi bestseller lett, a 4. helyet érte el a New York Times Best Seller listáján. A regényt beválogatták a Booker-díjra, számos díjat nyert, köztük az Anisfield-Wolf Book Award-ot és az Asian American Literary Awardot, és több mint 25 nyelvre fordították le. A Guardian az évtizedet meghatározó könyvek közé választotta.
A Moth Smoke-hoz hasonlóan a The Reluctant Fundamentalist is formálisan kísérletező volt. A regény egy drámai monológ szokatlan eszközét használja, amelyben a pakisztáni főhős folyamatosan egy amerikai hallgatóhoz szól, akit soha nem hallanak közvetlenül. (Hamid azt mondta, hogy Albert Camus A bukás [La Chute] volt a modellje.) Egy kommentátor szerint ennek a technikának köszönhetően:
talán mi, az olvasók vagyunk azok, akik elhamarkodott következtetéseket vonunk le; talán a könyv célja az, hogy a Rorschach-felmérés visszatükrözze tudattalan feltételezéseinket. Tudatlanságunkban rejlik a regény feszültsége... Hamid szó szerint egyfajta sikátorban hagy minket a végén, a történet hirtelen megakad; még az is lehetséges, hogy valamilyen erőszakos cselekményre kerül sor. De sokkal valószínűbb, hogy kezünkben marad az egymásnak ellentmondó világnézetek zsákja. Ott maradunk, hogy elgondolkodjunk azon, hogy Changez belekerült a szimbolizmus játékába – egy olyan játékba, amelyet mi magunk is játszunk.
Egy 2007 májusában adott interjúban Hamid a következőket mondta a The Reluctant Fundamentalist rövidségéről: "Inkább kétszer olvassák el a könyvemet, mint hogy csak félig olvassák el."
Harmadik regényét, a How to Get Filthy Rich in Rising Asia, a The New Yorker 2012. szeptember 24-i számában, a Granta pedig 2013. tavaszi számában részletezte, a Riverhead Books pedig 2013 márciusában adta ki. Korábbi könyveihez hasonlóan a How to Get Filthy Rich in Rising Asia (Hogyan lehetsz piszkosul gazdag a felemelkedő Ázsiában) is meghajlítja a műfaji és formai konvenciókat. A második személyben elbeszélt könyv a főhős ("te") elszegényedett vidéki fiúból mágnássá válásának történetét meséli el egy meg nem nevezett kortárs városban, a "feltörekvő Ázsiában", valamint a névtelen "csinos lány" üldözését, akinek útja folyamatosan keresztezi, de soha nem találkozik az övével. Az ambiciózus fiatalok által a „feltörekvő Ázsiában” elfogyasztott önsegítő könyvekből merít, és játékos, ugyanakkor mélyenszántó módon ábrázolja az ambíció és a szerelem iránti szomjúságot a gazdasági és társadalmi felfordulástól sújtott időkben. Michiko Kakutani a regényről írt New York Times-ismertetőjében „mélyen megindítónak” nevezte, és azt írta, hogy a Hogyan legyünk piszok gazdagok a feltörekvő Ázsiában, „megerősíti [Hamid] helyét generációja egyik legötletesebb és legtehetségesebb írójaként”.
Hamid politikáról, művészetről, irodalomról, utazásról és más témákról is írt, legutóbb Pakisztán belső megosztottságáról és szélsőségességéről a New York Times egyik közleményében. Újságírása, esszéi és történetei megjelentek a TIME-ban, a The Guardian-ben, a Dawn-ban, a The New York Times-ban, a The Washington Postban, az International Herald Tribune-ban, a Paris Review-ban és más kiadványokban. 2013-ban a Foreign Policy magazin beválasztotta a világ 100 vezető globális gondolkodója közé.
Negyedik regénye, az Exit West (2017) egy fiatal párról, Nadiáról és Saeedről, valamint kapcsolatukról szól egy olyan időszakban, amikor a világot megrohanják a migránsok. Bekerült a 2017-es Booker-díjra.
Regényeit azért is kritizálták, mert korlátozott, gyakran egydimenziós ábrázolást nyújtanak a muszlim létről, vallási szimbólumokra/hiedelmekre hivatkozva csak azért, hogy azokat esetleg fundamentalista vagy terror-szimpatizáns irányzatokkal társítsák.

## Magánélete
Hamid 2009-ben költözött Lahore-ba feleségével, Zahrával és lányukkal, Dinával (született 2009. augusztus 14-én). Jelenleg Pakisztán és a külföld között osztja meg idejét, Lahore, New York és London között él. Hamid „korcsnak” nevezte magát, és azt mondta az írásairól, hogy „egy regény gyakran egy megosztott ember önmagával folytatott beszélgetése”. Kettős brit és pakisztáni állampolgár.

## Könyvei

### Regények
- Moth Smoke(wd) (2000) ISBN 0-374-21354-2
- The Reluctant Fundamentalist(wd) (2007) ISBN 0-241-14365-9
- How to Get Filthy Rich in Rising Asia(wd) (2013) ISBN 978-1-59448-729-3
- Exit West(wd) (2017) ISBN 978-0-241-97907-5
- The Last White Man(wd) (2022) ISBN 978-0-593-53881-4

### Novellák
- The face in the mirror (2022)

### Non-fiction
- Discontent and Its Civilisations: Despatches from Lahore, New York & London (2014) ISBN 978-0-241-14630-9

### Magyarul megjelent
- Kétkedő fundamentalista (The Reluctant Fundamentalist) – Konkrét Könyvek, Budapest, 2007 · ISBN 9789637424359 · fordította: Varró Zsuzsa
- Nyugati kijárat (Exit West) – Geopen, Budapest, 2018 · ISBN 9786155724657 · fordította: Pordán Ferenc
- Az utolsó fehér ember (The Last White Man) – Jelenkor, Budapest, 2024 · ISBN 9789635183135 · fordította: Pordán Ferenc

## Fordítás
- Ez a szócikk részben vagy egészben  a   Mohsin Hamid című angol Wikipédia-szócikk fordításán alapul.  Az eredeti cikk szerkesztőit annak laptörténete sorolja fel. Ez a jelzés csupán a megfogalmazás eredetét és a szerzői jogokat jelzi, nem szolgál a cikkben szereplő információk forrásmegjelöléseként.